# Grotta del Fuoco
La grotta del Fuoco, o grotta del Conte (in sloveno Grofova Jama o Vogenca), è una grotta slovena (Numero catasto sloveno: 6289; Numero catasto grotte VG 791) del comune di Comeno, vicino al confine con l'Italia alle pendici nord del monte Ermada.

## Descrizione
È una grotta fossile avente 5 entrate, con uno sviluppo di 226 m. Deve il suo nome (in sloveno Grof, conte) al fatto che le alture circostanti erano proprietà del conte di Duino.

## Storia
La cavità venne rimaneggiata come rifugio per i soldati austro-ungarici durante la prima guerra mondiale, i quali difendevano le posizioni sul monte Ermada, che fu un punto chiave difensivo della parte meridionale del Fronte dell'Isonzo. Nella grotta sono state scavate quattro gallerie artificiali e trasformato la parte superiore creando nove piattaforme per i letti. Questa parte della grotta è oggi illuminata e aperta ai turisti.
Dopo la caduta dei confini avvenuta tra Italia e Slovenia, la grotta è ora accessibile direttamente da Ceroglie dell’Ermada tramite un sentiero (circa 2 km).